# Adserver
Un Ad Server o servidor de anuncios es un conjunto de hardware y software que permite emitir o servir , un conjunto de anuncios dentro de los espacios publicitarios de los diferentes sitios web. 
El primer ad server central fue desarrollado y presentado por FocaLink Media Services en 1995 y el primer ad server local fue desarrollado y presentado por NetGravity en 1996. NetGravity fue fundada por Tom Shields y John Danner, con sede en San Mateo, California. En 1998, la empresa comenzó a cotizar en el NASDAQ (NETg), y fue comprada por 1999. Posteriormente en marzo de 2008, adquirió DoubleClick.

## Historia
El primer ad server central fue creado por FocaLink Media Services y liberado el 17 de julio de 1995, con el fin de controlar la entrega de anuncios publicitarios en línea. Aunque la mayoría de la información de dicha época ya no está disponible en internet, el publicó un artículo de investigación académica, en donde documenta el lanzamiento del primer servidor de anuncios.